# Achim Geimer
Achim Geimer (* 1967) ist ein deutscher Fernsehmoderator und Fernsehjournalist.

## Leben
Achim Geimer absolvierte zunächst eine Ausbildung zum Bankkaufmann. Im Anschluss studierte er Publizistik, Psychologie und Politikwissenschaft in München und Mainz. Erste Fernseherfahrungen machte er als Freier Mitarbeiter beim Hessischen Rundfunk.
Von Juli 1996 bis April 2012 moderierte er regelmäßig beim MDR die Nachrichtensendung Länderzeit.
Von 1998 bis 2005 moderierte er außerdem in über 400 Sendungen gemeinsam mit Tatjana Meissner wöchentlich die Spiel-Show Tele-Bingo, ebenfalls beim MDR.
Er betreute als Producer Modeaufnahmen in den USA für ein deutsches Versandhaus. Heute entwickelt er neben seiner eigenen Fernsehtätigkeit vor allem TV-Konzepte. Außerdem arbeitet er als Präsentator und Moderator bei Veranstaltungen im Kulturbereich und bei Wohltätigkeitsveranstaltungen, z. B. im Leipziger Zoo.
Achim Geimer lebt in Berlin.